# Bannwil
Bannwil är en ort och kommun i distriktet Oberaargau i kantonen Bern, Schweiz. Kommunen har 672 invånare (2023).

## Geografi
Enligt den Federala statistikbyrån har Bannwil en landyta på 4,78 km². 8,8 procent av arealen består av byggnader och infrastruktur, 45,9 procent av jordbruksmark och 5,2 procent av oanvänt område. Kommunen gränsar till Aarwangen, Berken, Graben, Niederbipp, Oberbipp, Schwarzhäusern, Walliswil bei Niederbipp.

## Demografi
Den största delen av befolkningen talade år 2000 tyska (96,5 procent) med serbokroatiska  (1,3 procent) som det därefter följande språket och albanska (1,1 procent) som tredje.

## Politik
I valet 2007 fick Schweiziska folkpartiet 47,7 procent av de avlagda rösterna, följt av Schweiz socialdemokratiska parti med 20,1 procent, Schweiz frisinnade demokratiska parti med 12,8 procent. 6,6 procent av rösterna gick till lokala högerpartier.